# Gerald Binke
Gerald Binke (* 13. November 1955 in Dresden; † 27. Mai 1994 in Berlin) war ein deutscher Tänzer.

## Leben
Binke kam nach einer Ausbildung an der Staatlichen Ballettschule zunächst in das Tanzensemble der Staatsoper Dresden, wo er u. a. als Er in Harald Wandtkes Apocalyptica (Musik: Milko Kelemen) neben Arila Siegert als Sie auffiel.
1986 konzipierte Bernd Köllinger für ihn die Rolle des E. T. A. Hoffmann in dem „phantastischen Ballett“ Hoffmanns Erzählungen (mit Musik aus der gleichnamigen Oper von Jacques Offenbach, arrangiert von Gerd Natschinski), das der Choreograph Tom Schilling im Tanztheater-Ensemble der Komischen Oper Berlin realisierte. Seine Partnerin in den Frauenrollen war Jutta Deutschland. In Schillings Schwanensee tanzte er den Rotbart. In Keath sowie Frauen, Männer, Paare von Birgit Scherzer und einer Reihe von anderen Aufführungen des Tanztheaters der Komischen Oper war er ebenfalls zu sehen.
1994 starb Binke im Alter von 39 Jahren an den Folgen von AIDS.